# Hernán González de Lara
Hernán González de Lara (¿Ampuero?, c. 1512 - Toledo, 1575), arquitecto español del renacimiento, que trabajó mayoritariamente en Toledo, y colaboró en las obras de su maestro Alonso de Covarrubias.
Fue nombrado en 1566 maestro mayor de la Catedral de Toledo tras la jubilación de Covarrubias.

## Obra

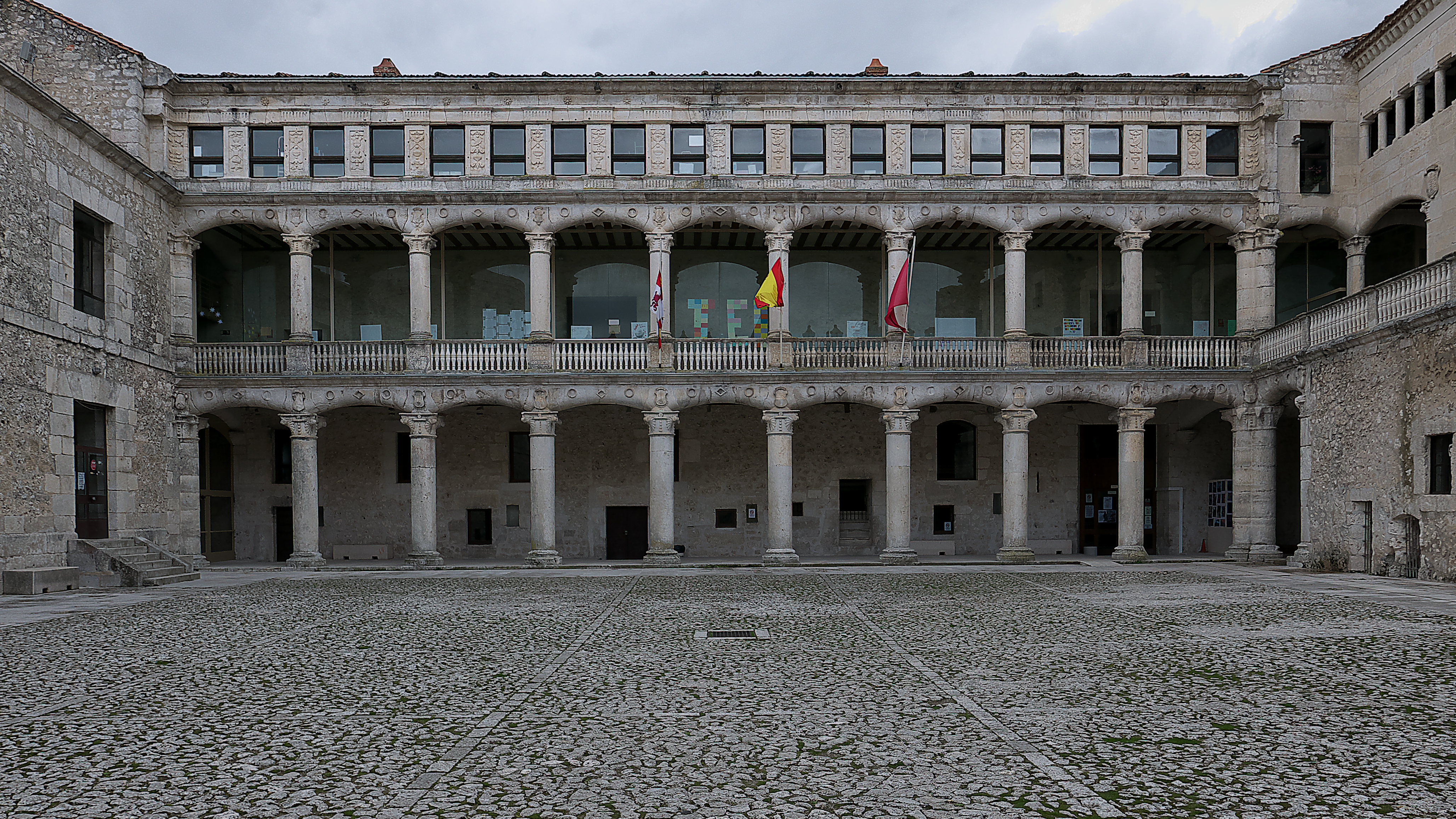
Castillo de los Duques de Alburquerque (Cuéllar)

- Claustro principal del Convento de San Pedro Mártir (Toledo).
- Obras en el Hospital de Tavera (Toledo).
- Obras en el Castillo de Cuéllar (Segovia).
- Obras en el Palacio Arzobispal de Toledo.
- Obras en la Catedral de Toledo.